# Sottoprodotti 3
Sottoprodotti 3 è il terzo lavoro pubblicato dal gruppo musicale Bisca. Il disco è un EP su 12" pubblicato dalla IRA Records nel 1985.

## Tracce
Lato A
1. Lidia-Magari
2. Make Your Mother Cry

Lato B
1. Collezione Primavera-Estate
2. Adua